# Izak (koptyjski patriarcha Aleksandrii)
Izaak (ur. ?, zm. 5 listopada 692) – w latach 690-692 41. patriarcha (papież) Koptyjskiego Kościoła Ortodoksyjnego. 